# Moritz Oswald
Moritz Oswald (5 gennaio 2002) è un calciatore austriaco, centrocampista del Rapid Vienna.

## Carriera

### Club
Cresciuto nel settore giovanile del Rapid Vienna, ha esordito in prima squadra il 24 ottobre 2021, nella partita di campionato pareggiata per 1-1 contro l'Hartberg. L'8 febbraio 2022 prolunga con i bianco-verdi fino al 2025.

### Nazionale
Ha giocato nella nazionale austriaca Under-21.

## Statistiche

### Presenze e reti nei club
Statistiche aggiornate al 24 agosto 2023.
| Stagione        | Squadra         | Campionato      | Campionato | Campionato | Coppe nazionali | Coppe nazionali | Coppe nazionali | Coppe continentali | Coppe continentali | Coppe continentali | Altre coppe | Altre coppe | Altre coppe | Totale | Totale | Totale |
| Stagione        | Squadra         | Comp            | Pres       | Reti       | Comp            | Pres            | Reti            | Comp               | Pres               | Reti               | Comp        | Pres        | Reti        | Pres   | Reti   |        |
| --------------- | --------------- | --------------- | ---------- | ---------- | --------------- | --------------- | --------------- | ------------------ | ------------------ | ------------------ | ----------- | ----------- | ----------- | ------ | ------ | ------ |
| 2021-2022       | Rapid Vienna    | BL              | 8+2        | 0          | CA              | 0               | 0               | UEL+UECL           | 0+0                | 0                  | -           | -           | -           | 10     | 0      |        |
| 2022-2023       | Rapid Vienna    | BL              | 12         | 0          | CA              | 3               | 0               | UECL               | 4                  | 0                  | -           | -           | -           | 19     | 0      |        |
| 2023-2024       | Rapid Vienna    | BL              | 3          | 0          | CA              | 0               | 0               | UECL               | 2                  | 0                  | -           | -           | -           | 5      | 0      |        |
| Totale carriera | Totale carriera | Totale carriera | 23+2       | 0          |                 | 3               | 0               |                    | 6                  | 0                  |             | -           | -           | 34     | 0      |        |